# Lipoprotéine de Braun
Les lipoprotéines de Braun sont des composantes spécifiques de l'enveloppe de la plupart des bactéries Gram négatif. Leur poids moléculaire est de 7200 Da et on en dénombre en moyenne 700 000 par cellule. Elles ont un rôle dans la stabilisation de la paroi et de la membrane externe.

Insérées par leur partie lipidique dans la couche de phospholipide de la membrane externe, l'autre partie sera liée de façon covalente aux peptidoglycanes.

On retrouve en C-term une lysine qui se fixe sur le protéoglycane de façon covalente par le 3é AA de sa chaine latérale, l'acide méso-diaminopimelique (meso-DAP, dérive de la lysine).
Et en N-term une cystéine modifié : 
- substitution de -SH par un diglycéride
- -NH2 substitué par des résidus d'acide gras

Cette modification en N-term permet un ancrage dans la couche externe par lipophilie.